# Fiabilité structurelle

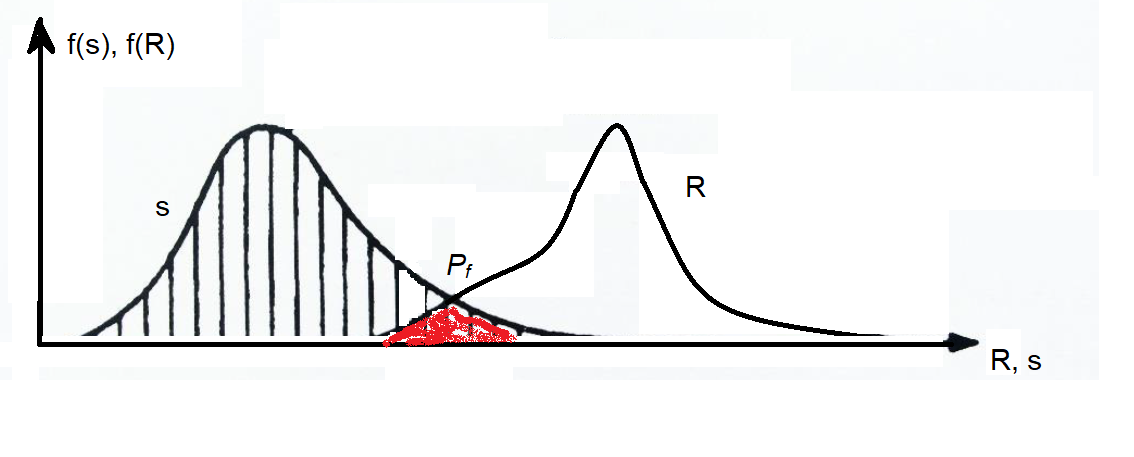
La défaillance se produit lorsque les charges (S) sont plus grandes que la résistance (R)

La fiabilité structurelle est la science de l'application des théories de l'ingénierie de la fiabilité aux bâtiments et autres structures,. Il est également utilisé comme méthode pour décrire la sécurité structurelle. La fiabilité d'une structure est définie comme la probabilité de complément de défaillance (Fiabilité = 1 - Probabilité de défaillance). La défaillance se produit lorsque la charge totale appliquée est supérieure à la résistance totale de la structure. La fiabilité structurelle est devenue connue comme une philosophie de conception au XXIe siècle, et elle pourrait remplacer les méthodes déterministes traditionnelles de conception et de maintenance.

## Théorie
Les charges et les résistances sont modélisées comme des variables probabilistes. En utilisant cette approche, la probabilité de défaillance d'une structure est calculée. Lorsque les charges et les résistances sont explicites et ont leur propre fonction indépendante, la probabilité de défaillance peut être formulée comme suit,.
{\displaystyle P_{f}=\int _{0}^{\infty }F_{R}(s)f_{s}(s)\,ds\qquad \mathrm {(1)} }
où Pf est la probabilité de défaillance, {\displaystyle F_{R}(s)} est la fonction de distribution cumulative de la résistance (R) et {\displaystyle f_{s}(s)} est la densité de probabilité de la charge (S).
Mais en réalité, la distribution des charges et des résistances n'est généralement pas indépendante, et la probabilité de défaillance est définie par la formule suivante.
{\displaystyle P_{f}=\int \int \int _{G(X)}f_{X}(X)\,dX\qquad \mathrm {(2)} }
où 𝑋 est le vecteur des variables de base, et G (X) qui est appelée est la fonction d'état limite pourrait être une ligne, une surface ou un volume dont l'intégrale est prise sur sa surface.

## Approches de solution

### Solutions exactes
Lorsque la charge et la résistance sont explicitement exprimées (comme l'équation (1) ci-dessus) et que leurs distributions sont normales, l'intégrale de l'équation (1) a une solution de forme fermée comme suit.
{\displaystyle p_{f}=1-\Phi (\beta ),} {\displaystyle \beta ={\frac {\mu _{R}-\mu _{S}}{\sqrt {\sigma _{R}^{2}+\sigma _{S}^{2}}}}\qquad \mathrm {(3)} }

### Méthode de Monte-Carlo
Souvent, la charge et la résistance ne sont pas normalement distribuées. Par conséquent, la résolution analytique des intégrales des équations (1) et (2) est impossible. L'utilisation de la simulation de Monte Carlo est une approche qui pourrait être utilisée dans de tels cas,.